# Akashihi
Akashihi är ett periodiskt vattendrag i Burundi.   Det ligger i provinsen Ruyigi, i den centrala delen av landet, 110 kilometer öster om huvudstaden Bujumbura.
I omgivningarna runt Akashihi växer huvudsakligen savannskog. Runt Akashihi är det ganska tätbefolkat, med 172 invånare per kvadratkilometer.